# Don't Say No
Don't Say No (tạm dịch: Đừng cự tuyệt) là mini-album đầu tay của ca sĩ Hàn Quốc Seohyun, được SM Entertainment phát hành vào ngày 17 tháng 1 năm 2017.

## Phát hành và quảng bá
Ngày 10 tháng 1 năm 2017, Seohyun được công bố là sẽ phát hành mini-album solo đầu tay với tên gọi Don't Say No. Ngày hôm sau, album được tiết lộ là sẽ bao gồm bảy bài hát, sáu trong số đó được chính Seohyun viết lời. Ngày 16 tháng 1, một showcase nhằm giới thiệu và quảng bá album được tổ chức tại SM COEX Artium, Seoul.
Seohyun bắt đầu biểu diễn "Don't Say No" trên các chương trình âm nhạc Hàn Quốc từ ngày 19 tháng 1. Cô cũng sẽ tổ chức concert "Love, Still – Seohyun", thuộc chuỗi concert "The Agit" của các nghệ sĩ SM Entertainment, vào cuối tháng 2 nhằm quảng bá cho album.

## Sự đón nhận
Don't Say No xuất hiện lần đầu tiên ở vị trí thứ nhất trên bảng xếp hạng album hàng tuần của Gaon và đạt vị trí thứ ba trên bảng xếp hạng World Albums của Billboard.

## Danh sách bài hát
| STT              | Nhan đề                        | Phổ lời               | Phổ nhạc                                                                                | Thời lượng |
| ---------------- | ------------------------------ | --------------------- | --------------------------------------------------------------------------------------- | ---------- |
| 1.               | "Don't Say No"                 | Kenzie                | Kenzie Matthew Tishler Felicia Barton                                                   | 3:13       |
| 2.               | "Hello" (hợp tác với Eric Nam) | Seohyun Jo Yoon-kyung | Andrew Underberg Felicia Barton Andrew Choi                                             | 3:18       |
| 3.               | "Magic"                        | Seohyun               | Albin Nordqvist Ellen Berg Tollbom Hjalmar Wilen                                        | 3:33       |
| 4.               | "Lonely Love" (혼자하는 사랑)  | Seohyun               | The Stereotypes August Rigo Sophia Pae                                                  | 3:39       |
| 5.               | "Love & Affection"             | Seohyun               | Johan Gustafsson Fredrik Haggstam Sebastian Lundberg Hayley Aitken Lauren Dyson Trinity | 2:48       |
| 6.               | "Bad Love"                     | Seohyun               | James Wong Krysta Youngs Sidnie Tipton                                                  | 3:17       |
| 7.               | "Moonlight" (달빛)             | Seohyun               | Nicolas Jack Scapa Brian Robertson Alexandra Hughes Ryan S. Jhun                        | 3:32       |
| Tổng thời lượng: | Tổng thời lượng:               | Tổng thời lượng:      | Tổng thời lượng:                                                                        | 23:20      |

## Bảng xếp hạng
| Bảng xếp hạng (2017)              | Thứ hạng cao nhất |
| --------------------------------- | ----------------- |
| Album Nhật Bản (Oricon)           | 73                |
| Album Hàn Quốc (Gaon)             | 1                 |
| World Albums Mỹ (Billboard)       | 3                 |
| Heetseekers Albums Mỹ (Billboard) | 23                |

| Bảng xếp hạng (2017)  | Thứ hạng cao nhất |
| --------------------- | ----------------- |
| Album Hàn Quốc (Gaon) | 5                 |

## Lịch sử phát hành
| Khu vực       | Ngày                | Định dạng | Hãng đĩa                   |
| ------------- | ------------------- | --------- | -------------------------- |
| Toàn thế giới | 17 tháng 1 năm 2017 | Tải về    | SM Entertainment           |
| Hàn Quốc      | 18 tháng 1 năm 2017 | CD        | SM Entertainment, KT Music |